# قرار بالإجماع

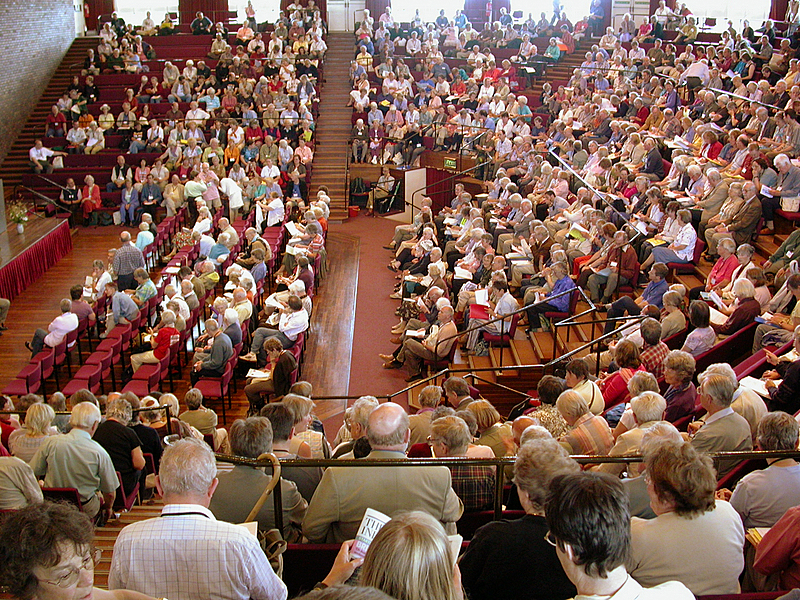
اجتماع لمجموعة كبيرة من الاعضاء لاتخاذ قرار

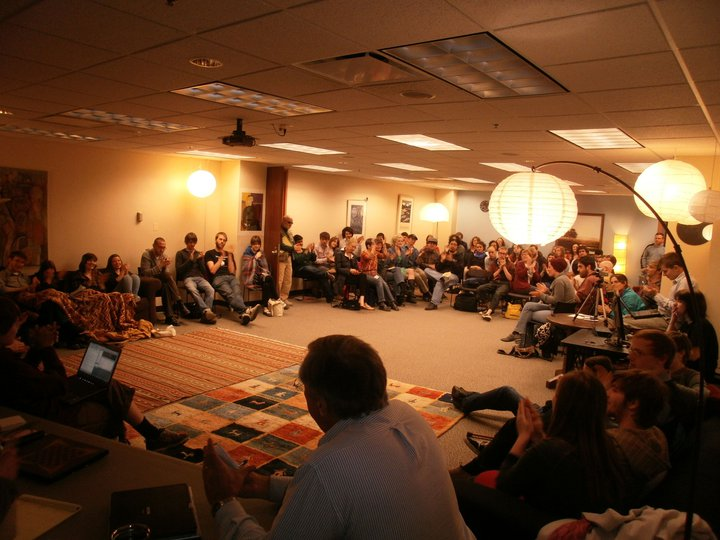
اجتماع لاتخاذ قرار بالجماع عن طريق التشاور

اتخاذ قرار بالاجماع هي عملية تقوم بها مجموعة من الافراد للتوصل إلى قرار موحد يلائم أفضل ما يصلح للمجموعة. يمكن تعريف الإجماع بطريقة مهنية بأنه قرار مقبول يجب تطبيقه حتى لو لم يرضى به الفرد. وبحسب المتعارف عليه، فان للتوافق خاصيتين: اولا حصوله على القبول بشكل عام وثانيا يلقى تضامن المجتمع على الايمان به. وتشمل دلالة مصطلح الإجماع مضمونَين هما النتيجة والية الوصول لهذه النتيجة معا.

## الاهداف
تهدف الية الوصول إلى إجماع:
- البحث عن اتفاق: وهي الية تسعى للتوصل إلى اعلى درجة ممكنه من الاتفاق بين الافراد.[1]
- التضافرية: يساهم المجتمعون في طبخ مقترح مشترك منثم تشكيله ليصبح قرارا يتناول شؤون كل الافراد بقدر الإمكان.
- التعاونية: يتصرف المشاركون بروحية التعاون من اجل المجموعة بدلا من التنافس لايصال افكار محددة.
- المساواتية: يجب توفير مساواة في السماح لجميل الافراد بالمشاركة بالافكار والطروحات.
- التضمين: يجب اشراك أكبر عدد من ذوي العلاقة في الية الوصول إلى القرار.
- المشاركة: يجب ان تلتمس عملية الوصول إلى الإجماع مشاركة كل الاعضاء في العملية.

## قواعد اتخاذ القرار
يستخدم مصطلح «قاعدة اتخاذ القرار» كتعزيف لمستوى الاتفاق المطلوب لاعتبار القرار نهائي. وتحدد قواعد اتخاذ القرار بالحدود التالية، مرتبة من الاعلى إلى الاسفل:
- اتفاق بالاجماع
- الموافقة بالاجماع
- اعتراض صوت أو صوتين على الاتفاق الكلي
- اعتراض صوت أو صوتين على الموافقة الكلية
- عتبات الاكثرية الكبرى وقد تكون 90٪، 80٪، 70٪، ثلثي الاصوات أو 60٪
- الاكثرية البسيطة
- قرار للهيئة النافذة
- قرار رئيس التجمع

ويمكن وضع قانون يسمح برفض اقتراح ما ان اعتزض عليه عدد معين من الافراد. 

### الفرق بين الاتفاق والموافقة
الموافقة هي قبول فرد ما على قرار لا يفضله. وتتم الموافقة من قبل افراد قد يعتزضون على القرار لكنهم مستعدون للقبوله من اجل المصلحة الكبرى. بالعادة، يستعمل السؤال التالي: «هل تقبلون العيش بهذا القرار» كوسيلة لتسهيل اتخاذ التصويت المناسب. والايجابة بنعم تحدد الموافقة عليه. وفي كثير من الاحيان، الموافقة لا يعني الاتفاق. ويجب الوصول إلى الموافقة بطرق صحيحة بعيدة عن الإكراه والاحتيال والقوة.

### شبه الإجماع
الاليات الصحيحة لاتخاذ القرارات بالجماع تشجع الافراد على الاعتراض وبشكل مبكر وذلك للتأكد من تضمين اراء وافكار الاقليات المشاركة في الالية. ويحدد عادة درجة شبه الإجماع بتحديد النسبة العليا للاصوات المعترضة والتي يمرر بها القرار مثل الإجماع ناقص صوت (ْU-1) أو الإجماع ناقص صوتين (U-2).

### اكثرية واكثرية كبرى
يمكن اعتماد قرار بالاكثرية أو الاكثرية الكبري بحال كان عدد المشاركين كبيرا أو بوجود تنوع كبير بين المشاركين. ويتم تحديد النسبة العليا للاصوات المعارضة التي تكون مقبولة لتمرير القرار.

## اوجه الاعتراض
لزيادة اهمية الاتفاق أو التوافق، يتم اعتماد الإجماع أو شبه الإجماع كقاعدة اساسية لادارة الية اتخاذ القرارات. بهذه الحالة، يسمح لبعض الافراد بنقض قرار الإجماع. يسمح هذا الشرط باعطاء الفرصة لمناقشات مستفيضة مع المعترضين لتوفير قرار يرضى به الجميع ولايشجع على التعنت لغايات ضيقة وشخصانية. ومن الضروري، في هذه الحالة، توفر قواعد صارمة تتحكم وتوضح حالات الاعتراض المسموح بها. من القواعد التي قد تعتمد:
- تحديد نسبة الاسباب المسمح بها لنقض القررات
- تحديد خيارات النقض لحالات تتعلق بالمهمات الاساسية للمجموعة
- توفير خيار الامتناع أو الوقوف جانبا بدلا من النقض
- تحديد العدد الادنى من الاصوات التي تنقض القرار للقبول بالنقض
- الطلب مِن مَن ينقض القرار العمل على ايجاد قرار بديل يحصل على الإجماع
- تحديد عدد المرات التي تسمح بها للاعضاء على نقض القرارات.

### خيارات الاعتراض
يوجد خيارات أخرى بجانب النقض للاعتراض على القرارات. منها: 
- اعلان التحفظ: يمكن للاعضاء الذين لا يوفقون على القرار لكنهم لا يمانعون في تمريره ان يعلنوا تحفظهم عليه. يمكن إعادة النظر بالقرار ان كان عددالمتحفظين كبيرا.[3]
- الوقوف جانبا: هو مثل التحفظ الا انه اقوى من الرفض. وقد يستعمله أي عضو في حالة تسجيل موقف شخصي ان القرار معقد أو غير مفهوم.[4][5][6]
- اعتراض: وهو موقف يرفض القرار. أي اعتراض في حالة شرط الإجماع يسقط القرار. بالحالات الأخرى، يتم تحديد عدد الاصوات المعترضة لتحديد سقوط القرار.

## صيغ الاليات
هناك صيغ مختلفة تتبع لتنفيذ اليات اتخاذ القرار بالجماع. الصيغ الاساسية هي:
- إنتاج اقتراح القرار باعتماض التضافر
- تحديد المسائل الآيلة للاعتراض ثم اتخاذ الخطوات لإنتاج اقتراح بديل يذيل هذه العقبات

بعد بذل المجهود الكافي للوصول إلى تقتراح مقبول، يتم اعتماد قواعد اتخاذ القرار لانجار القرار.

### صيغ محددة

#### النقض

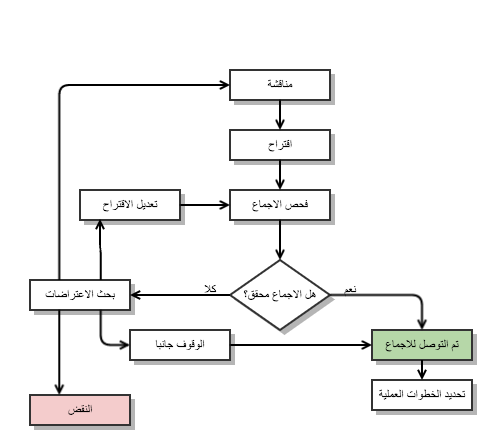
خارطة طريق لتوضح الالية الاساسية التي تتبع لاتخاذ قرار بالاجماع.

تعتمد المجموعات التي تصدر قرارات بالاجماع على خارطة طريق المبينة في الرسم المواجه.
بعد التوافق على اجندة الأعمال وعلى قواعد اتختذ القرار، يتم تناول مواد الاجندة بالتتابع. بشكل عام، يتم تناول المواق بالمساق التالي:
- نقاش المادة: يتم مناقشة الموضوع لتحديد الموقف العام للاعضاء والاتجاه الذي سيآخذه القرار.
- تشكيل المقترح: بناء على المناقشات، يتم تشكيل الصيغة النهائية للاقتراح.
- دعوة للتصويت: يقوم رئيس الجلسة بالدعوة للتصويت التي تتم بالطلب من كل عضو بالتصويت الواضح اما بتحديد موقفه بشكل علني كل عضو بمفرده، أو برفع ورقة ملونة تحدد موقفه أو برفع اليد. وعليه تحديد بوضوح على الموافقة، أو الاعتراض، أو التحفظ أو الوقوف جانبا أو عدم التصويت.
- حسبة الاصوات: يتم جسبة الاصوات وتحديد التنتيجة. في هذه المرحلة، تتاح الفرصة للمعترضين على تعليل اعتراضاتهم لتسجيلها واتخاذ المناسب.
- معالجة الاعتراضات: في حال عدم حصول إجماع، يتم معالجة الاعتراضات، وبدء الالية من جديد.

## ادوار
لالية اتخاذ القرارات بالاجماع ادوار يقوم بها اشخاص محددين لهم مها خاصة. كل مجموعة تحدد هولاء الاشخاص بحسب قوانينها. من الادوار الاساسية:
- المنسق: من أهم مهام المنسق هو تسهيل عملية الوصول إلى قرار بالاجماع وذلك بتحمل مسؤولية مناقشة مواد الاجندة بحسب الاوقات المحددة، المحافظة على الاجرآت والاليات ولسياسات والقواعد المتبعة، وتنشيط النقاشات والتطرق إلى بدائل نقاشية.[7][8] وقد تشكل المجموعات منسقين اثنسي في حالات معينة مثل توزيع السلطة على شخصين من جهتين متقابلتين أو للسماح باستعاضة أحد عن الآخر عند الضرورة.
- الميقاتي: المهمة الاساسية للميقاتي هو فرض قواعد ميقاتية صارمة على الجميع ومنع أي جهة من استغلال الوقت في مناقشات مطولة أكثر من المحدد كما التأكد ان الجميع يتبعون التوقيت المحدد في القواعد المتبعة.
- مراقب المشاعر: ومن مهمته مراقبة جو النقاش والتدخل عند الحاجة لترطيب الاجواء عند احتدام النقاشات أو لتشجيع النقاشات عندم تزبل حديتها.
- مدوين الملاحظات: التي عليه تدوين ملخص عن النقاشات ومجريات احداث الاجتماعات كما تدوين المقترحات ونتائجها.